# David Scheler
David Scheler (* 1982 in Berlin) ist ein deutscher Filmkomponist, bekannt unter anderem für seine Filmmusiken zu der schwarzen Komödie Auf und Ableben und dem ARD-Märchenfilm Zitterinchen, beide entstanden unter der Regie von Luise Brinkmann.

## Leben
David Scheler wuchs als Sohn einer Flötistin und eines Opernsängers auf. Er studierte an der Technischen Universität Braunschweig Elektrotechnik, Musik und Anglistik. Seit dem Jahr 2016 hat er Filmmusiken für verschiedene, mehrheitlich auf internationalen Filmfestivals nominierte bzw. ausgezeichnete Independent-Filme und für das deutsche Fernsehen geschaffen.
Außerhalb der Filmbranche ist David Scheler als Ingenieur und Produktmanager tätig. Seit Anfang 2020 ist er Lehrbeauftragter zum Thema Voice User Interfaces an der Hochschule Furtwangen.

## Filmographie
- 2016: Milch kaputt, 3 Papier (Kurzfilm)[4][7]
- 2017: Blind & Hässlich (Trailer)[8]
- 2017: 1000 Könige (Abspann)[9]
- 2018: Hotel Auschwitz[10]
- 2020: Auf und Ableben[1]
- 2021: Sechs auf einen Streich – Zitterinchen (ARD-TV-Märchen)[2]